# Simicratea welwitschii
Simicratea welwitschii är en benvedsväxtart som först beskrevs av Oliver, och fick sitt nu gällande namn av N. Hallé. Simicratea welwitschii ingår i släktet Simicratea och familjen Celastraceae. Inga underarter finns listade.